# Straat Mindoro
De straat Mindoro is een zeestraat in de Filipijnen. De straat Mindoro scheidt het eiland Mindoro in het oosten van het eiland Busuanga in het westen. De straat is zo'n 80 kilometer breed en vormt een verbinding tussen de Suluzee in het zuiden en de Zuid-Chinese Zee in het noordwesten en maakte deel uit van een alternatieve route voor grote schepen onderweg van de Indische Oceaan naar de Grote Oceaan, of vice versa, die te groot zijn voor de Straat Malakka.
In de straat Mindoro ligt het Apo-rif. Dit koraalrif is met een oppervlakte van 34 km² het grootste koraalrif van de Filipijnen en het op een na grootste ter wereld, na het Great Barrier Reef voor de kust van Australië. Het rif en de omliggende wateren vormen sinds 1980 beschermd gebied en staan tegenwoordig bekend als het Apo Reef Natural Park